# Hemidactylus albituberculatus
Espèce
Hemidactylus albituberculatus est une espèce de geckos de la famille des Gekkonidae.

## Répartition
Cette espèce se rencontre au Cameroun, au Nigeria, au Bénin et au Togo.

## Publication originale
- Trape, Trape & Chirio, 2012 : Lézards, crocodiles et tortues d'Afrique occidentale et du Sahara. IRD Éditions, Marseille, p. 1-503.